# Bronce arsenical

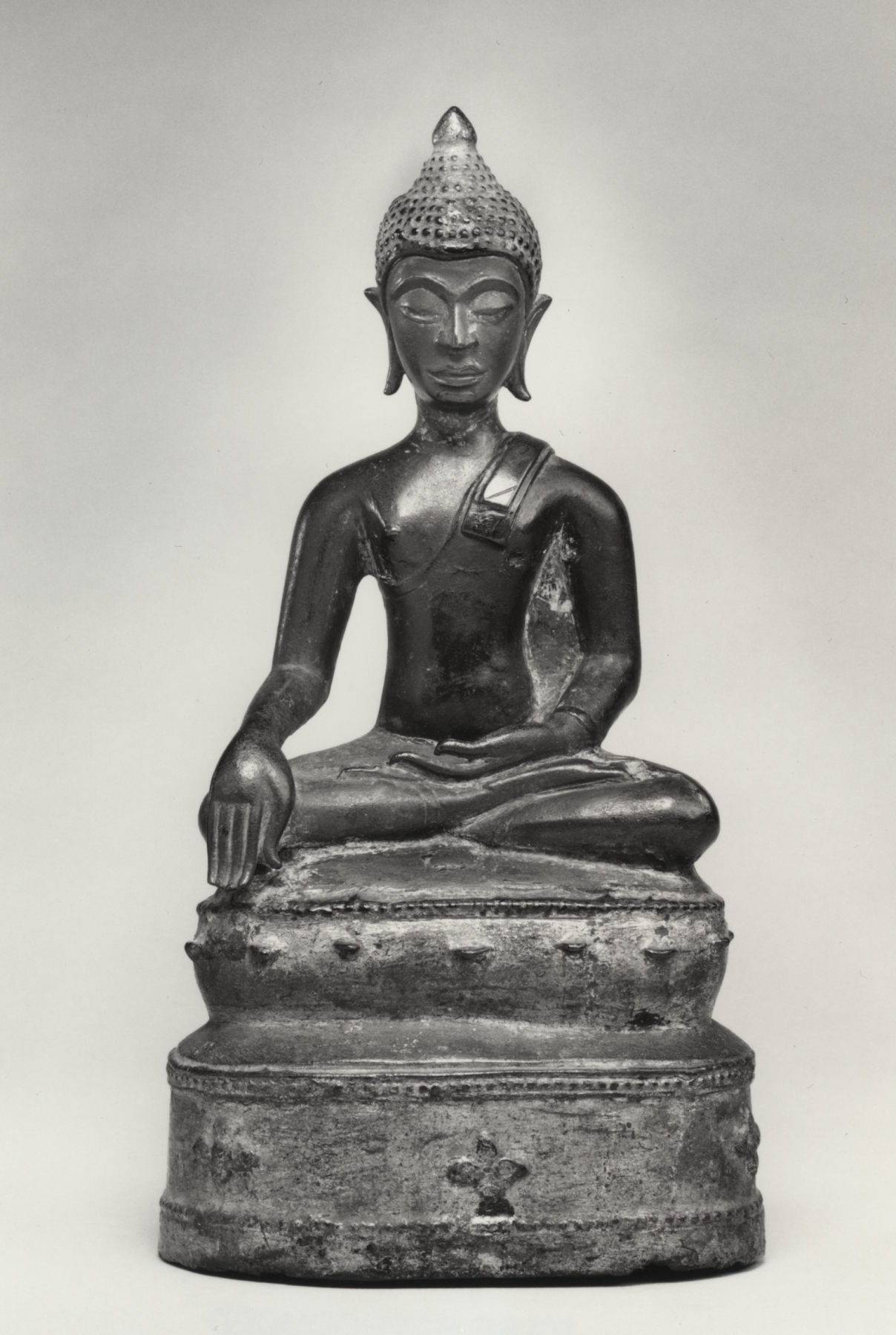
Un Buda sentado de Tailandia (c. 1800) hecho de bronce arsenical

El bronce arsénico es una aleación en la que se agrega arsénico en lugar o además del estaño u otros metales constituyentes al cobre para producir bronce. El uso de arsénico con cobre, ya sea como constituyente secundario o con otro componente como el estaño, da como resultado un producto final más fuerte y un mejor comportamiento para la fundición.
El mineral de cobre a menudo está contaminado naturalmente con arsénico; por lo tanto, el término "bronce arsénico" cuando se usa en arqueología generalmente solo se aplica a aleaciones con un contenido de arsénico superior al 1% en peso, para distinguirlo de las adiciones potencialmente accidentales de arsénico.

## Orígenes en la prehistoria
| Nombre del mineral | Fórmula química |
| ------------------ | --------------- |
| Arsenopirita       | FeAsS           |
| Enargita           | Cu3AsS4         |
| Olivenita          | Cu2(AsO4)OH     |
| Tennantita         | Cu12As4S13      |
| Malaquita          | Cu2(OH)2CO3     |
| Azurita            | Cu3(OH)2(CO3)2  |

Aunque el bronce arsénico se encuentra en registros arqueológicos por todo el mundo, los primeros artefactos conocidos hasta la fecha, que datan del quinto milenio antes de Cristo, se han encontrado en la meseta iraní. El arsénico está presente en varios minerales que contienen cobre (véase la tabla, adaptada de Lechtman y Klein, 1999), y, por lo tanto, sería inevitable cierta contaminación del cobre con arsénico. Sin embargo, todavía no está del todo claro hasta qué punto el arsénico se agregaba deliberadamente al cobre y en qué medida su uso surgió simplemente de su presencia en minerales de cobre que luego fueron tratados por fundición para producir el metal. 
La reconstrucción de una posible secuencia de eventos en la prehistoria implica considerar la estructura de los depósitos de mineral de cobre, que en su mayoría son sulfuros. Los minerales de la superficie contendrían algo de cobre nativo y minerales oxidados, pero gran parte del cobre y otros minerales se habrían lavado hacia el cuerpo del mineral, formando una zona secundaria de enriquecimiento. Esto incluye muchos minerales como la tennantita, con su arsénico, cobre y hierro. Por lo tanto, los depósitos superficiales se habrían usado primero; con algo de trabajo, los minerales sulfídicos más profundos se habrían encontrado y trabajado, y se habría descubierto que el material de este nivel tiene mejores propiedades. 
Usando estos diversos minerales, existen cuatro métodos posibles que pueden haberse utilizado para producir aleaciones de bronce arsenical. Estos son: 
- La adición directa de metales o minerales que contienen arsénico como el rejalgar al cobre fundido.

Este método, aunque posible, carece de evidencias.
- La reducción de arseniatos de cobre que llevan antimonio o fahlore para producir una aleación alta en arsénico y antimonio.

Esto sería completamente factible.
- La reducción de sulfarseniuros de cobre tostados como tennantita y enargita.

Este método daría como resultado la producción de humos tóxicos de óxido de arsénico y la pérdida de gran parte del arsénico presente en los minerales.
- La fusión conjunta de minerales oxídicos y sulfídicos como malaquita y arsenopirita juntos.

Se ha demostrado que este método funciona bien, con poca emisión de humos peligrosos durante el mismo, debido a las reacciones entre los diferentes minerales.
Además, Thornton et al. sugieren una mayor sofisticación de los trabajadores metalúrgicos. Sugieren que el arseniuro de hierro se producía deliberadamente como parte del proceso de fundición del cobre, para ser comercializado y utilizado para fabricar bronce arsenical en otros lugares mediante la adición de cobre fundido. 
Los artefactos hechos de bronce arsenical cubren toda la gama de objetos metálicos, desde hachas hasta adornos. El método de fabricación implicaba calentar el metal en crisoles y colarlo en moldes de piedra o arcilla. Después de su solidificación, se pulía o, en el caso de hachas y otras herramientas, se endurecía golpeando su filo con un martillo, afinando el metal y aumentando su resistencia. Los objetos terminados también se podían grabar o decorar. 

## Ventajas del bronce arsenical
Si bien el arsénico probablemente se mezcló originalmente con el cobre como resultado de su contenido en los minerales, su uso probablemente continuó por varias razones. En primer lugar, actúa como un desoxidante, reaccionando con el oxígeno en el metal caliente para formar óxidos de arsénico que se evaporan del metal líquido. Si se disuelve una gran cantidad de oxígeno en cobre líquido, cuando el metal se enfría, el óxido de cobre se separa en los límites del grano y reduce en gran medida la ductilidad del objeto resultante. Sin embargo, su uso puede conducir a un mayor riesgo de que la fundición presente poros, debido a la solución de hidrógeno en el metal fundido y su posterior pérdida dejando burbujas (aunque cualquier burbuja podría soldarse con forja y dejar la masa del metal lista para ser endurecido posteriormente).
En segundo lugar, la aleación se puede endurecer más que en el caso del cobre puro, por lo que funciona mejor cuando se usa para cortar o picar. El aumento en la capacidad de endurecimiento procede de un porcentaje creciente de arsénico, y el bronce se puede endurecer en un amplio rango de temperaturas sin temor a la aparición de fragilidad. Sus propiedades mejoradas respecto al cobre puro se pueden ver con tan solo 0,5 a 2 % en peso de As, que proporciona una mejora del 10 al 30% en la dureza y la resistencia a la tracción.
En tercer lugar, en los porcentajes correctos, puede aportar un brillo plateado al artículo que se fabrica. Hay evidencia de dagas de bronce arsénico del Cáucaso y otros artefactos de diferentes lugares que tienen una capa superficial rica en arsénico que bien pudo haber sido producida deliberadamente por antiguos artesanos, y las campanas mexicanas estaban hechas de cobre con suficiente arsénico para dales color plateado.

## Bronce arsenical, lugares y civilizaciones

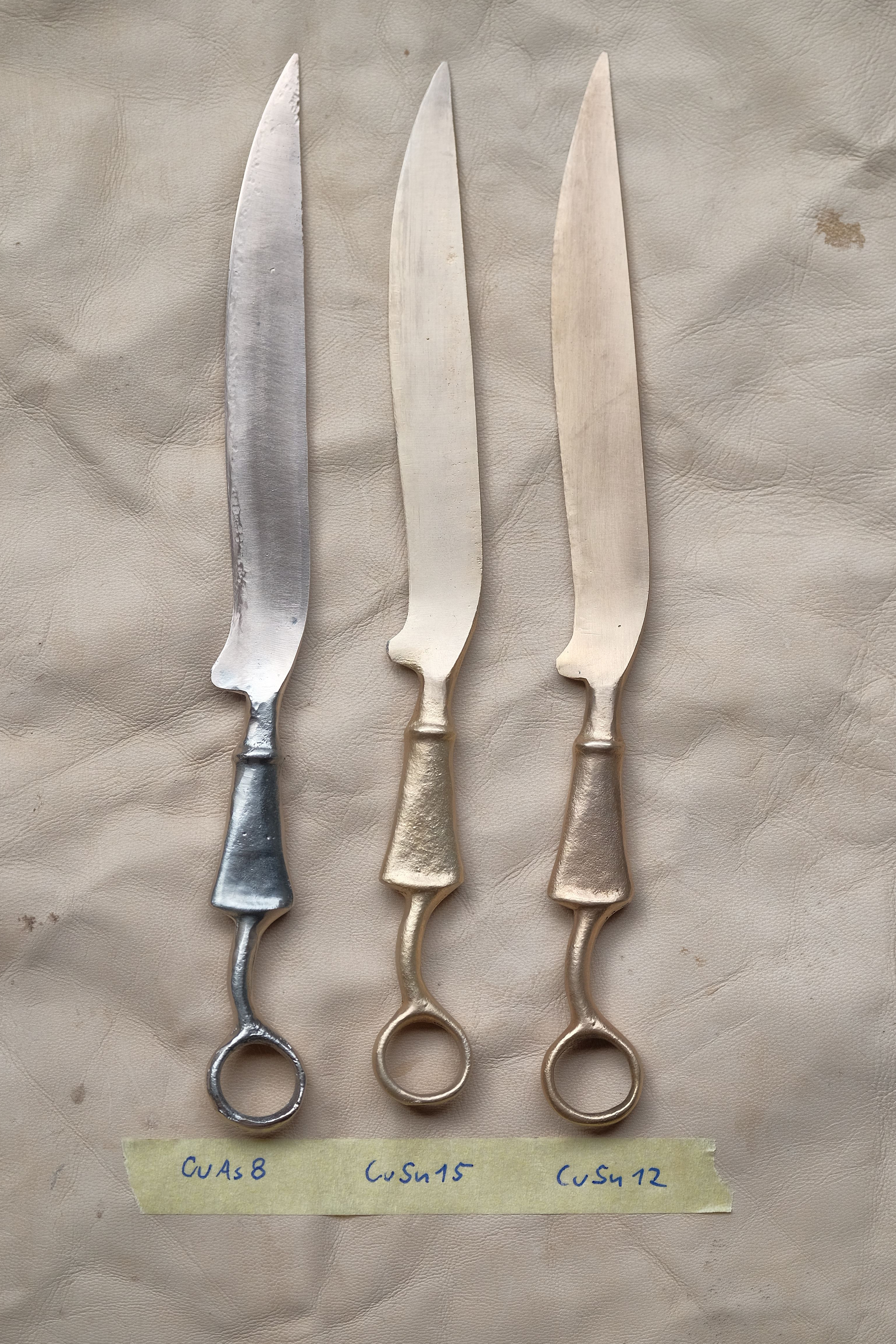
Reproducciones de cuchillos de la Edad del Bronce hechos de bronce altamente arsenical (izquierda) y bronce de estaño (centro y derecha). Dependiendo del contenido de arsénico, la aleación es de color entre rojo pálido y plateado.

El bronce arsénico fue utilizado por muchas sociedades y culturas en todo el mundo. En primer lugar, la meseta iraní, seguida por el área adyacente de Mesopotamia, que abarca el Irán moderno, Irak y Siria, tiene la metalurgia de bronce arsénico más antigua del mundo, como se mencionó anteriormente. Estuvo en uso desde el cuarto milenio antes de Cristo hasta mediados del segundo milenio antes de Cristo, un período de casi 2.000 años. Había una gran variación en el contenido de arsénico de los objetos a lo largo de este período, por lo que es imposible decir exactamente cuánto se agregaba deliberadamente y cuánto se producía por accidente. Las sociedades que usaban bronce arsénico incluyen a los acadios, los de Ur y los amorreos, todos ubicados alrededor de los ríos Tigris y Éufrates y centros de las redes comerciales que extendieron el bronce arsénico en el Medio Oriente durante la Edad del Bronce.  
El tesoro del período calcolítico de Nahal Mishmar en el desierto de Judea, al oeste del Mar Muerto, contiene una serie de objetos de bronce arsénico (4–12% de arsénico) y quizás de cobre arsénico mediante el proceso a la cera perdida, el caso más antiguo conocido de esta compleja técnica. "La datación con carbono 14 de la estera en la que se envolvieron los objetos sugiere que datan de al menos el 3500 a. C. Fue en este período cuando el uso del cobre se generalizó en todo Oriente, lo que demuestra los considerables desarrollos tecnológicos paralelos a los principales avances sociales de la zona." 
Los depósitos de sulfuro con frecuencia son una mezcla de diferentes sulfuros metálicos, de cobre, zinc, plata, arsénico, mercurio, hierro y otros metales. La esfalerita (ZnS con más o menos hierro), por ejemplo, no es infrecuente en los depósitos de sulfuro de cobre, y el metal fundido sería latón, que es más duro y más duradero que el cobre. Los metales podrían separarse teóricamente, pero las aleaciones resultantes son mucho más fuertes que los metales por separado. 
El uso del bronce arsénico se extendió a lo largo de las rutas comerciales hacia el noroeste de China, hasta la región de Gansu - Qinghai, con las culturas Siba, Qijia y Tianshanbeilu. Sin embargo, todavía no está claro si los artefactos de bronce arsénico se importaban o se fabricaron localmente, aunque se sospecha que esto último es más probable debido a la posible explotación de los recursos minerales locales. Por otro lado, los artefactos muestran conexiones tipológicas con la estepa euroasiática.
El período eneolítico en el norte de Italia, con las culturas Remedello y Rinaldone en 2800 a 2200 a. C., vio el uso de bronce arsénico. De hecho, parece que el bronce arsenical era la aleación más común en uso en la cuenca mediterránea en aquel momento.
En América del Sur, el bronce arsénico era la aleación predominante en Ecuador y el norte y centro de Perú, debido a los minerales ricos en arsénico allí presentes. Por el contrario, el sur y centro de los Andes, el sur de Perú, Bolivia y algunas zonas de Argentina, eran ricos en casiterita, mineral de estaño y, por lo tanto, no usaban bronce arsénico.
La cultura Sican de la costa noroeste del Perú es famosa por el uso de bronce arsenical durante el período 900 a 1350 DC. El bronce arsénico coexistió con el bronce de estaño en los Andes, probablemente debido a su mayor ductilidad, lo que significaba que se podía forjar fácilmente en láminas delgadas que se valoraban mucho en la sociedad local.

## Bronce arsénico después de la Edad del Bronce
Los restos arqueológicos en Egipto, Perú y el Cáucaso sugieren que el bronce arsénico se producía durante un tiempo a la par que el bronce de estaño. En Tepe Yahya su uso continuó en la Edad del Hierro para la fabricación de baratijas y objetos decorativos, lo que demuestra que no hubo una simple sucesión de aleaciones a lo largo del tiempo, con nuevas aleaciones superiores que reemplazan a las más antiguas. Hay pocas ventajas reales metalúrgicamente para la superioridad del bronce de estaño, y los primeros autores sugirieron que el bronce arsenical se eliminó gradualmente debido a sus efectos sobre la salud. Es más probable que se haya eliminado paulatinamente en el uso general porque la aleación con estaño proporcionaba piezas de fundición que tenían una resistencia similar al bronce arsenical pero que no requerían  endurecimiento para lograr una resistencia útil. También es probable que se pudieran conseguir resultados más fiables con el uso del estaño, ya que se podría agregar directamente al cobre en cantidades específicas, mientras que la cantidad precisa de arsénico era mucho más difícil de medir debido al proceso de fabricación.

## Efectos sobre la salud del uso de bronce arsenical
El arsénico es un elemento con un punto de vaporización de 615 °C, de modo que el óxido de arsénico se perderá de la masa fundida antes o durante la fundición, y se sabe desde hace tiempo que los humos de incineración del procesado de los minerales atacan los ojos, los pulmones y la piel.
La intoxicación crónica por arsénico conduce a la neuropatía periférica, que puede causar debilidad en las piernas y los pies. Se ha especulado que esto estaba detrás de la leyenda de la cojera de los herreros, como el dios griego Hefesto.
Una momia bien conservada de un hombre que vivió alrededor de 3.200 aC encontrada en los Alpes de Ötztal, conocida popularmente como Ötzi, mostraba altos niveles de partículas de cobre y arsénico en su cabello. Esto, junto con la hoja del hacha de cobre de Ötzi, que es de cobre con 99,7%  de pureza, ha llevado a los científicos a especular que el hombre estuvo involucrado en la fundición de cobre.

## Usos modernos
Con poco uso en el período moderno, el equivalente más cercano al bronce arsenical se conoce con el nombre de cobre arsenical, definido como cobre con menos del 0.5 % en peso de arsénico, por debajo de lo aceptado en artefactos arqueológicos. La presencia de arsénico en cobre en esa magnitud reduce la conductividad eléctrica al 34 % de la del cobre puro, e incluso un 0.05 % en peso la disminuye en un 15 %.